# كوكب الباندا
كوكب الباندا مسلسل أنمي ياباني يتكون من 26 حلقة عرض لأول مره في 8 يناير 2005 واستمر عرضه حتى 9 يوليو 2005. تمت دبلجة المسلسل للغة العربية بواسطة مركز الزهرة وعرض على قناة سبيس تون.

## الممثلون
- فاتن عيدو
- سمر كوكش
- همسة الحايك
- لينا ضوا
- مروان فرحات
- يحيى الكفري
- أيمن السالك
- عادل أبو حسون

## روابط خارجية
- كوكب الباندا على موقع ANN anime (الإنجليزية)
- Official Chinese Pandalian page
- TVbean official site
- TTW Pandalian page
- Tokyo MXTV Pandalian page
- Nelvana's announcement of Pandalian